# Nicholas de Lange
Nicholas Robert Michael de Lange (né le 7 août 1944) est un rabbin et historien réformé britannique. Il est professeur d'études hébraïques et juives à l'Université de Cambridge.

## Carrière académique et littéraire
Nicholas de Lange est membre émérite du Wolfson College de Cambridge. Il a écrit et édité plusieurs livres sur le judaïsme et traduit de nombreuses œuvres de fiction d'Amos Oz, S. Yizhar et AB Yehoshua en anglais.  

## Carrière rabbinique
De Lange est un rabbin réformé qui a étudié avec Ignaz Maybaum, disciple de Franz Rosenzweig. Il est le rabbin principal de la synagogue Etz Hayyim de La Canée.

## Œuvres publiées
- - Origen and the Jews: Studies in Jewish-Christian Relations in Third-Century Palestine (University of Cambridge Oriental Publications, 25) (1976), Cambridge University Press
  - Apocrypha: Jewish Literature of the Hellenistic Age (Jewish Heritage Classics) (1978),  New York: Viking Press
  - Atlas of the Jewish World (1984), Oxford: Phaidon Press
  - Judaism (1986), Oxford University Press
  - "Jesus Christ and Auschwitz" (1997), New Blackfriars Vol. 78, No. 917/918, pp. 308–316
  - An Introduction to Judaism (2000), Cambridge University Press,  (ISBN 978-0521460736), pp. 272
  - The Penguin Dictionary of Judaism (Penguin Reference Library) (2008),  (ISBN 978-0141018478), pp. 400